# Markus Wulfrum
Markus Wulfrum död på 1590-talet var en tysk träsnidare, verksam i Sverige.
Markus Wulfrum anställdes i Tyskland av Jakob Richter på Gustav Vasas order tillsammans med Urban Schultz, och de båda sattes i arbete med takdekorationer och väggpaneler på Kalmar slott. Wulfrum fungerade 1571-1572 efter Jakob Richters död som slottsbyggmästare, innan han efterträddes av Johan Baptista Pahr. Markus Wulfrum var även en tid verksam vid Kronobergs slott.